# Vapenfriföreningen
Vapenfriföreningen (VFF) var en organisation för vapenvägrare i Sverige. VFF bildades 1974 på Rosersbergs räddningstjänstutbildning där ett antal vapenvägrare tjänstgjorde tillsammans, och var aktiv i nästan 20 år innan den avvecklades och gick upp i moderföreningen.  VFF var en blandning av fredsförening och facklig organisation för vapenvägrare. VFF valde att ansluta sig till Svenska freds- och skiljedomsföreningen i tidigt skede och kom där att fungera som en lokalavdelning trots att föreningen var riksomfattande i sig själv. 
VFF gav ut tidningen Vapenvägraren med 4 nr per år.